# Erdőirtás

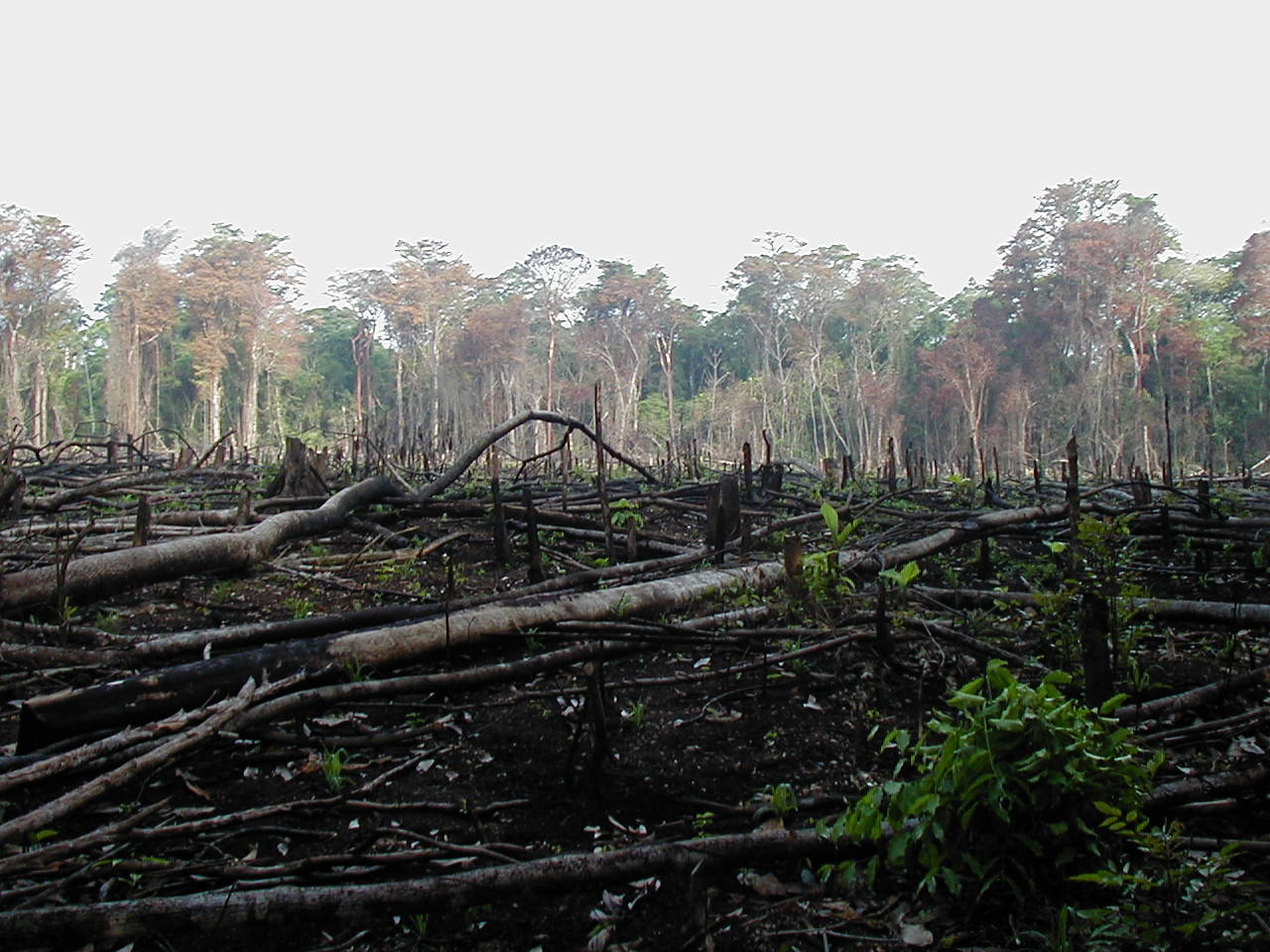
Mezőgazdasági célra felégetett dzsungel (dél Mexikó)

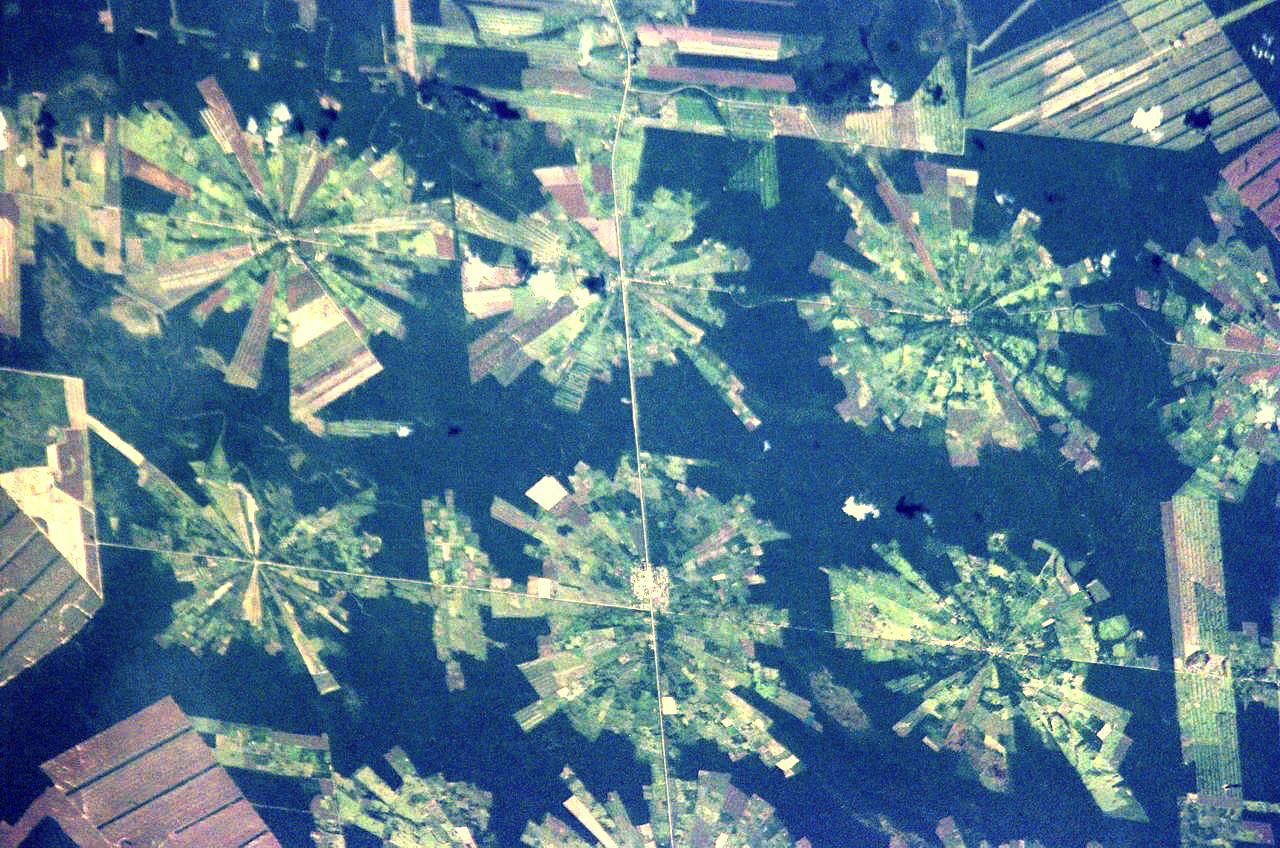
Folyamatban lévő erdőirtás (Tierras Bajas projekt, kelet Bolívia. Fotó: NASA)

Az erdőirtás az erdőknek a szakszerű erdőgazdálkodás, újratelepítés nélküli elpusztítása. Az erdőirtás a fakitermelés, a mezőgazdasági területek növelése, az urbanizáció növekedése miatt világszerte gyorsul. A trópusi esőerdők égetése nemcsak az adott területen vezet ökológiai katasztrófához, hanem a felszabaduló szén-dioxid nagyban hozzájárul a globális felmelegedési válsághoz.
A következő területeken nagyban folyik a fakitermelés, erdőégetés: Indonézia, Thaiföld, Malajzia, Brazília, Banglades, Kína, Srí Lanka, Laosz, Nigéria, Libéria, Guinea és Ghána.

## Erdőirtások Brazíliában
Brazíliában az 1970-es évektől kapott lendületet az esőerdők irtása. 1224-ben 1 km², 1949-ben 17 259 km², 2004-ben 26 129 km² esőerdőt pusztítottak el. Az 1970-es évektől kezdve 528 005 km²-en pusztították ki az esőerdőt. Az Amazonas őserdeinek mintegy ötödét pusztították ki.
Az erdőirtások következménye
Az Amazonas folyó a folyamatokkal párhuzamosan egyre apad. Egyes részei teljesen kiszáradtak.

## Magyarország helyzete
Régen Magyarország ⅔-át erdők borították, ma az erdősültség 20-21%-os, ebből a természetközeli erdő csupán 6-7%. Teljesen természetes állapotú (ős)erdő nincsen, és problémát okoz a telepített erdők nagy aránya. De elmondható, hogy az erdőterületek folyamatosan növekednek hazánkban.

## Külső hivatkozások, videók
- Pusztítás.lap.hu - linkgyűjtemény
- https://www.youtube.com/watch?v=qzK2XITThZM
- https://www.youtube.com/watch?v=HfQgmlwzRXg
- https://www.youtube.com/watch?v=VOls99_f-cU
- https://www.youtube.com/watch?v=7HnGx9BHfq8